# Псы войны (фильм, 1980)
«Псы войны» — фильм-боевик режиссёра Джона Ирвина, снятый в 1980 году по одноимённому роману Фредерика Форсайта.

## Сюжет
Джеймс Шеннон — американец, основной деятельностью которого является участие в военных действиях за деньги. Однажды он получает заказ от Эндина, представителя горнодобывающей компании, интересующейся Зангаро, маленькой африканской страной, которая богата платиной. Страной правит диктатор генерал Кимба. Компанию интересует стабильность существующего в государстве режима.
Под видом фотографа-орнитолога Джеймс прибывает в страну, однако практически сразу привлекает внимание местных спецслужб. Шеннона арестовывают и пытают. В тюрьме он знакомится с бывшим кандидатом на пост президента доктором Окойе, также брошенного в тюрьму диктатором. В конечном счёте Джеймса выпускают, и он отправляется назад в США. Здесь Шеннон сообщает Эндину, что в стране хаос, а генерал Кимба не доверяет даже собственному гарнизону. Тогда работодатель предлагает ему вернуться в Зангаро уже с целью свержения Кимбы и установления власти связанного с компанией полковника Бобби.
Шеннон привлекает к заданию своих старых знакомых. Они тайно закупают в Европе оружие и на небольшом судне отправляются в Зангаро. Здесь к ним присоединяется небольшой, но хорошо обученный отряд местных повстанцев. Ночью Шеннон и его сподвижники высаживаются на побережье рядом с Кларенсом, столицей страны, и затем предпринимают внезапную атаку на гарнизон, где прячется Кимба.
Им удаётся захватить крепость и уничтожить диктатора. Утром прилетают Эндин и Бобби, однако Шеннон уже сделал новым президентом Зангаро доктора Окойе.
Название «Псы войны» восходит к тексту трагедии Уильяма Шекспира «Юлий Цезарь» (1599) — «„Всем смерть!“, псов войны с цепи спуская…» (акт III, сцена 1).

## Актёры
1. Кристофер Уокен — Джеймс Шеннон
2. Том Беренджер — Дрю
3. Колин Блейкли — Норт
4. Хью Миллэ — Эндин
5. Пол Фримен — Дерек
6. Жан-Франсуа Стевенен — Мишель
7. Эд О’Нил — Терри
8. ДжоБет Уильямс — Джесси
9. Роберт Эркарт — капитан Локхарт
10. Уинстон Нтшона — доктор Окойе
11. Педро Армендарис младший — майор
12. Харлан Кэри По — Ричард
13. Эрнест Грейвз — Уорнер
14. Келвин Томас — чёрный мальчик
15. Шэйн Риммер — доктор Оукс
16. Хью Куарши — офицер армии Зангаро
17. Иларио Биси-Педро — Кимба